# 24-Stunden-Rennen von Le Mans 1975

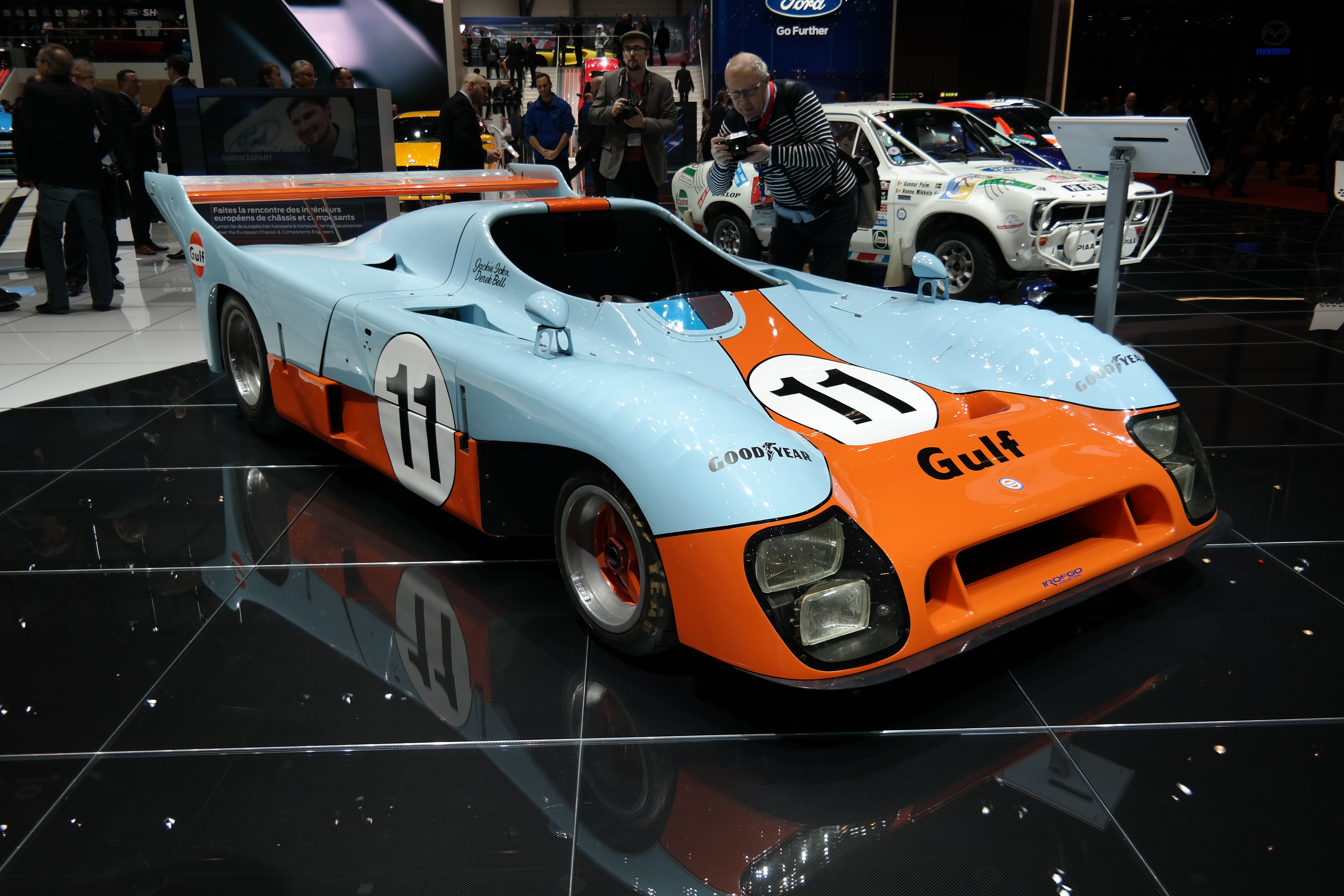
Gulf GR8, Siegerwagen von Derek Bell und Jacky Ickx

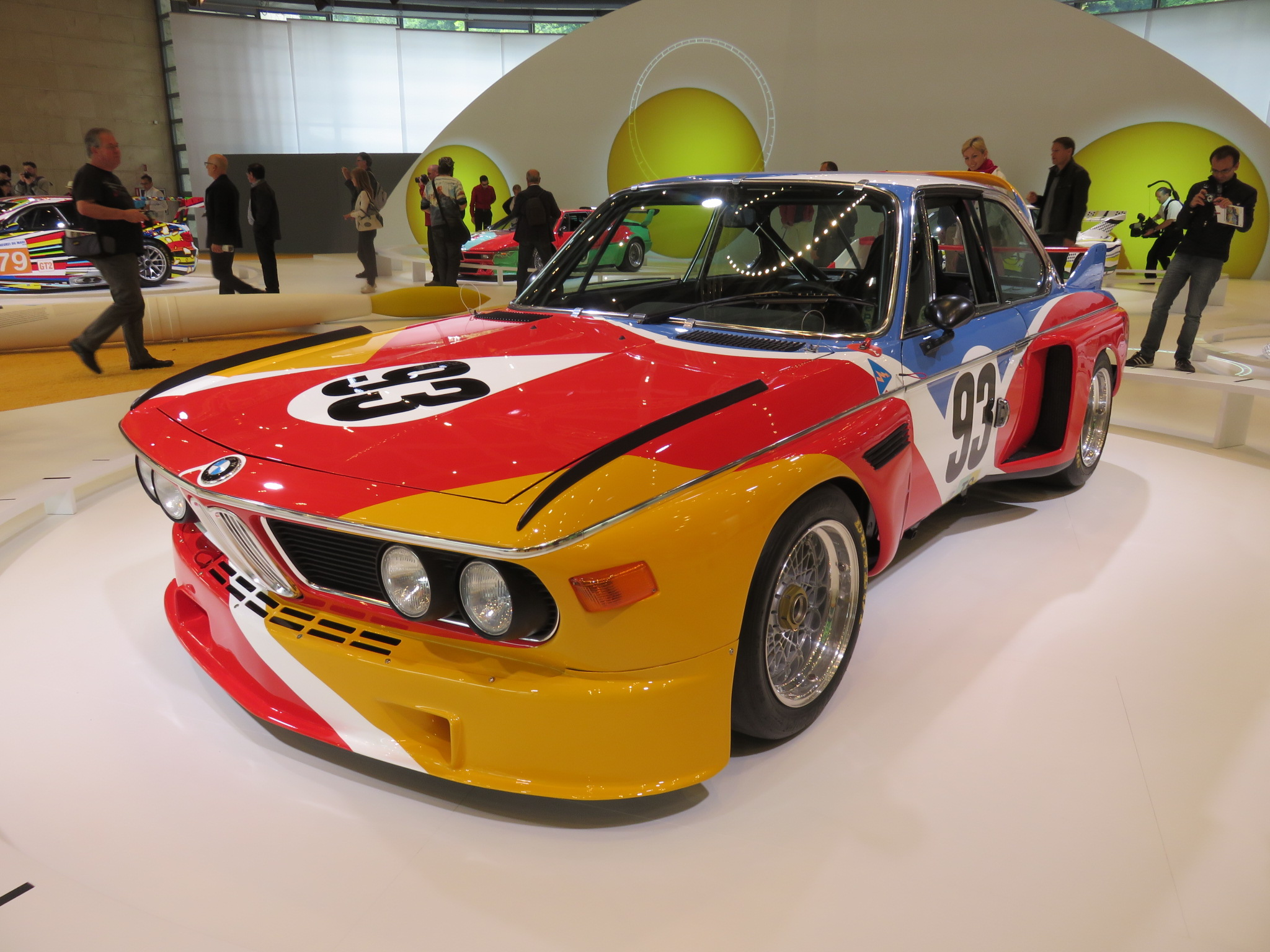
Das von Alexander Calder gestaltete BMW Art Car von Hervé Poulain, Sam Posey und Jean Guichet mit der Originalstartnummer 93

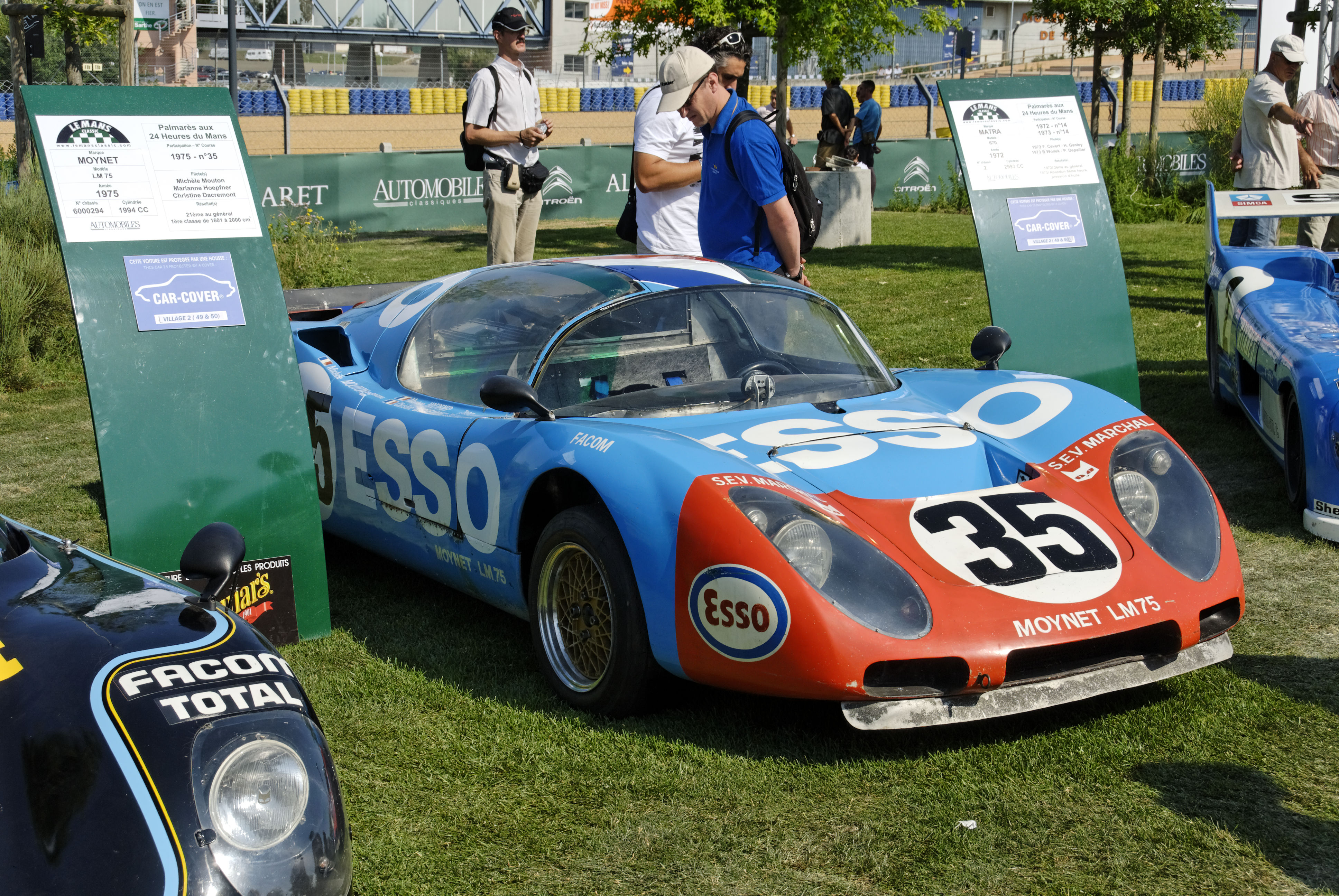
Der Moynet LM 75, gefahren von Christine Dacremont, Michèle Mouton und Marianne Hoepfner

Das 43. 24-Stunden-Rennen von Le Mans, der 43e Grand Prix d’Endurance les 24 Heures du Mans, auch 24 Heures du Mans, Circuit de la Sarthe, Le Mans, fand vom 14. bis 15. Juni 1975 auf dem Circuit des 24 Heures statt.

## Das Rennen

### Neue Regularien
Erneut wurde von den Offiziellen des Automobile Club de l’Ouest das technische Reglement überarbeitet, und die Abläufe vor und während des Rennens wurden angepasst. So mussten 1975 von den einzelnen Teams mindestens 20 Rennrunden zwischen den jeweiligen Tankstopps zurückgelegt werden, und die Fahrer durften ihre Qualifikationszeiten erst nach 21 Uhr nachts fahren. Bei den Sportwagen wurde der Hubraum auf maximal 3 Liter beschränkt; diese Einschränkung galt nicht für die anderen Rennklassen.

### Chaos am Start
Am Sonntag um 14 Uhr 30, nur 1½ Stunden vor dem Rennstart, stellten die Technischen Delegierten des ACO plötzlich fest, dass der Motor des Ferrari Dino 308 GT4, in dem unter anderem der Brite Richard Bond am Steuer saß und den Luigi Chinetti für sein North American Racing Team gemeldet hatte, nicht dem Reglement entsprach und kurzerhand als nicht qualifiziert eingestuft wurde. Über eine Stunde diskutierte Chinetti mit den Offiziellen, jedoch ohne Ergebnis. Es half auch nichts, dass der in Italien geborene US-Amerikaner das Rennen als Fahrer dreimal gewonnen hatte; die Mitglieder des ACO blieben hart. Wutentbrannt zog Chinetti daraufhin die drei qualifizierten Ferrari 365 GTB/4 vom Rennen zurück und sorgte für Hektik in der Boxengasse. Drei Reserve-Wagen rückten knapp vor dem Rennen nach und machten sich wenige Minuten vor dem Start auf den Weg zur Startaufstellung. Im Wirrwarr stellte der Schweizer Claude Haldi seinen Porsche 911 Carrera auf den falschen Startplatz und löste eine Kettenreaktion aus. Nach ihm standen alle Fahrzeuge auf falschen Plätzen. Das Chaos perfekt machte ein Rennteam aus Ecuador, das – obschon nicht qualifiziert – das Durcheinander nutzte und aus der Boxengasse ins Rennen ging. Nach drei Runden war die illegale Fahrt jedoch zu Ende, und der Wagen wurde mit der schwarzen Flagge aus dem Rennen genommen. Es ist bis heute der einzige illegale Start in das 24-Stunden-Rennen.

### Der 3-fache Ortega
Zu den Besonderheiten des 1975er-Rennens gehörte auch, dass ein und derselbe Fahrer mehrmals in der Melde- und Startliste auftauchte: der Ecuadorianer Guillermo Ortega befand sich gleich dreimal auf der Liste. Er war als vierter Pilot im illegal gestarteten Porsche 911 Carrera RSR des Ecuador Marlboro Teams gemeldet, qualifizierte sich gemeinsam mit Lothar Ranft für dasselbe Team nicht und fuhr schließlich den Porsche 908/2 von Christian Poirot.

### Der Rennverlauf
Nach dem Rückzug von Matra aus der Sportwagen-Weltmeisterschaft und dem Verzicht des Willi Kauhsen Racing Team, das die Alfa Romeo Tipo 33 in der Weltmeisterschaft einsetzte, reduzierten sich die Anwärter auf den Sieg in der Gesamtwertung auf wenige Fahrzeuge. Da waren zum einen die von John Wyer eingesetzten Gulf GR8 und zum anderen die von Guy Ligier nach Le Mans gebrachten JS2. Dazu kam ein von Reinhold Joest vorbereiteter Porsche 908. 23 Stunden lag der von Jacky Ickx und Derek Bell gefahrene GR8 in Führung. Spannung kam nur am Ende des Rennens auf, als der Ligier von Jean-Louis Lafosse und Guy Chasseuil stark auf den führenden Wagen aufholte, der längere Zeit zur Reparatur an der Box stand. Am Ende siegte der Gulf-Wagen aber sicher mit einer Runde Vorsprung.

## Ergebnisse

### Piloten nach Nationen
| 76 Franzosen | 17 Schweizer   | 10 Briten         | 7 Deutsche     | 5 Belgier   |
| 5 Italiener  | 4 Ecuadorianer | 4 US-Amerikaner   | 3 Niederländer | 3 Mexikaner |
| 2 Australier | 2 Japaner      | 2 Liechtensteiner | 1 Neuseeländer | 1 Kanadier  |
| 1 Marokkaner |                |                   |                |             |

### Schlussklassement
| Pos.               | Klasse | Nr. | Team                           | Fahrer                                                                       | Chassis                            | Motor                     | Reifen | Runden |
| ------------------ | ------ | --- | ------------------------------ | ---------------------------------------------------------------------------- | ---------------------------------- | ------------------------- | ------ | ------ |
| 1                  | S 3.0  | 11  | Gulf Research Racing           | Derek Bell Jacky Ickx                                                        | Gulf GR8                           | Cosworth DFV 3.0L V8      | G      | 336    |
| 2                  | S 3.0  | 5   | Gitanes Automobiles Ligier     | Jean-Louis Lafosse Guy Chasseuil                                             | Ligier JS2                         | Cosworth DFV 3.0L V8      | M      | 335    |
| 3                  | S 3.0  | 10  | Gulf Research Racing           | Vern Schuppan Jean-Pierre Jaussaud                                           | Gulf GR8                           | Cosworth DFV 3.0L V8      | G      | 330    |
| 4                  | S 3.0  | 15  | Ovoro Joest Racing             | Reinhold Joest Mario Casoni Jürgen Barth                                     | Porsche 908/3                      | Porsche 3.0L Flat-8       | G      | 325    |
| 5                  | GT     | 58  | Gelo Racing Team               | John Fitzpatrick Gijs van Lennep Manfred Schurti Toine Hezemans              | Porsche 911 Carrera RSR            | Porsche 3.0L Flat-6       |        | 315    |
| 6                  | GT     | 69  | Jean Blaton                    | Jean Blaton Nick Faure John Cooper                                           | Porsche 911 Carrera RSR            | Porsche 3.0L Flat-6       |        | 311    |
| 7                  | GT     | 53  | ASA Cachia Bondy               | Jacques Borras Pascal Moisson Henri Cachia                                   | Porsche 911 Carrera RSR            | Porsche 3.0L Flat-6       |        | 309    |
| 8                  | GT     | 55  | Écurie Robert Buchet           | Claude Ballot-Léna Jacques Bienvenue                                         | Porsche 911 Carrera RSR            | Porsche 3.0L Flat-6       |        | 304    |
| 9                  | GT     | 65  | Jägermeister Kremer Racing     | Billy Sprowls Juan Carlos Bolaños Andres Contreras                           | Porsche 911 Carrera RSR            | Porsche 3.0L Flat-6       | D      | 304    |
| 10                 | GTS    | 84  | Gerhard Maurer                 | Gerhard Maurer Christian Beez Eugen Strähl                                   | Porsche 911 Carrera RS             | Porsche 3.0L Flat-6       |        | 295    |
| 11                 | GTS    | 67  | Anne-Charlotte Verney          | Anne-Charlotte Verney Yvette Fontaine Corinne Tarnaud                        | Porsche 911 Carrera RS             | Porsche 3.0L Flat-6       |        | 294    |
| 12                 | GT     | 47  | Ecurie Francorchamps           | Jean-Claude Andruet Teddy Pilette Hughes de Fierlant                         | Ferrari 365 GTB/4                  | Ferrari 4.4L V12          |        | 293    |
| 13                 | GT     | 48  | Marcel Mignot                  | Marcel Mignot Harry Jones Philippe Gurdjian                                  | Ferrari 365 GTB/4                  | Ferrari 4.4L V12          |        | 293    |
| 14                 | S 3.0  | 4   | Alain de Cadenet               | Alain de Cadenet Chris Craft                                                 | De Cadenet-Lola T380               | Cosworth DFV 3.0L V8      | G      | 291    |
| 15                 | GTX    | 20  | Porsche Club Romand            | Bernard Béguin Peter Zbinden Claude Haldi                                    | Porsche 911 Carrera                | Porsche 3.0L Turbo Flat-6 |        | 291    |
| 16                 | GT     | 43  | Team Claude Dubois             | Pierre Rubens Paolo Bozzetto                                                 | De Tomaso Pantera                  | Ford 5.8L V8              | M      | 290    |
| 17                 | GTS    | 77  | Philippe Dagoreau              | Thierry Sabine Philippe Dagoreau Jean-Pierre Aeschlimann                     | Porsche 911 Carrera RS             | Porsche 3.0L Flat-6       |        | 285    |
| 18                 | GTS    | 80  | X Racing                       | Raymond Touroul Philippe Hesnault                                            | Porsche 911 Carrera RS             | Porsche 3.0L Flat-6       |        | 284    |
| 19                 | GTS    | 63  | Porsche Club Romand            | Jean-Claude Bering Klaus Utz Horst Godel                                     | Porsche 911 Carrera RS             | Porsche 3.0L Flat-6       |        | 283    |
| 20                 | GTS    | 87  | X Racing                       | Robert Boubet Philippe Dermagne                                              | Porsche 911S                       | Porsche 2.6L Flat-6       |        | 283    |
| 21                 | S 2.0  | 35  | Société Esso                   | Christine Dacremont Michèle Mouton Marianne Hoepfner                         | Moynet LM 75                       | ROC-Simca 2.0L I4         | M      | 269    |
| 22                 | S 2.0  | 30  | Jean-Marie Lemerle             | Jean-Marie Lemerle Patrick Daire Alain Levié                                 | Lola T292                          | ROC-Simca 2.0L I4         |        | 265    |
| 23                 | GT     | 61  | Écurie Armagnac Bogorre        | Christian Bussi Patrick Metral                                               | Porsche 911 Carrera RSR            | Porsche 3.0L Flat-6       |        | 265    |
| 24                 | S 2.0  | 28  | Société ROC                    | François Sérvanin Jacques Henry Albert Dufréne                               | Lola T294                          | ROC-Simca 2.0L I4         |        | 257    |
| 25                 | GT     | 71  | Joël Laplacette                | Claude Pigeon Joël Laplacette Alain Leroux                                   | Porsche 911 Carrera RS             | Porsche 2.7L Flat-6       |        | 257    |
| 26                 | GT     | 72  | André Haller                   | Hans Schuller André Haller Benoit Maechler                                   | Datsun 240Z                        | Datsun 2.4L I6            |        | 253    |
| 27                 | T      | 91  | Heidegger Racing Team          | Daniel Brillat Giancarlo Gagliardi Michel Degoumois                          | BMW 2002 TI                        | BMW 2.0L I4               | Klèber | 251    |
| 28                 | GT     | 50  | Louis Meznarie                 | Hubert Striebig Hughes Kirschoffer Pierre Mauroy                             | Porsche 911 Carrera RSR            | Porsche 3.0L Flat-6       |        | 242    |
| 29                 | S 2.0  | 38  | Rays Racing                    | Nigel Clarkson Derek Worthington                                             | Lola T292                          | Cosworth BDG 2.0L I4      | G      | 240    |
| 30                 | S 2.0  | 23  | Madison Racing Team            | Richard Knight Mike Knight Christian Mons                                    | March 75S                          | Cosworth 2.0L I4          | G      | 217    |
| Disqualifiziert    |        |     |                                |                                                                              |                                    |                           |        |        |
| 31                 | GTS    | 78  | Écurie Bouchet – Cyril Grandet | Bob Wollek Cyril Grandet                                                     | Porsche 911 Carrera RSR            | Porsche 3.0L Flat-6       |        | 293    |
| 32                 | GTS    | 9   | Ecuador Marlboro Team          | Fausto Merello Francisco Madera Louis Larrea Guillermo Ortega                | Porsche 911 Carrera RSR            | Porsche 3.0L Flat-6       |        | 3      |
| Ausgefallen        |        |     |                                |                                                                              |                                    |                           |        |        |
| 33                 | S 3.0  | 3   | Christian Poirot               | Christian Poirot Gérard Cuynet Guillermo Ortega Jean-Claude Lagniez          | Porsche 908/2                      | Porsche 3.0L Flat-8       |        | 249    |
| 34                 | S 2.0  | 27  | Société ROC                    | Laurent Ferrier Xavier Lapeyre Christian Ethuin                              | Lola T294                          | ROC-Simca 2.0L I4         |        | 223    |
| 35                 | S 2.0  | 29  | Société ROC                    | Pierre-Marie Painvin Franz Hummel                                            | Lola T292                          | ROC-Simca 2.0L I4         |        | 206    |
| 36                 | S 3.0  | 1   | Wicky Racing Team              | Max Cohen-Olivar Philippe Carron Joël Brachet                                | Porsche 908/2                      | Porsche 3.0L Flat-8       | G      | 161    |
| 37                 | S 3.0  | 6   | Gitanes Automobiles Ligier     | Henri Pescarolo François Migault                                             | Ligier JS2                         | Cosworth DFV 3.0L V8      | M      | 146    |
| 38                 | GT     | 59  | Gelo Racing Team               | Tim Schenken Howden Ganley                                                   | Porsche 911 Carrera RSR            | Porsche 3.0L Flat-6       |        | 106    |
| 39                 | GT     | 52  | Écurie du Nord                 | William Vollery Roger Dorchy Eric Chapuis                                    | Porsche 911 Carrera RSR            | Porsche 3.0L Flat-6       |        | 93     |
| 40                 | GT     | 68  | Guy Verrier                    | Guy Verrier Florian Vetsch Jean-Robert Corthay                               | Porsche 911 Carrera RS             | Porsche 3.0L Flat-6       | M      | 91     |
| 41                 | T      | 98  | Auto Mazda Claude Bouchet      | Claude Bouchet Jean Rondeau                                                  | Mazda RX-3                         | Mazda 12A 1.2L 2-Wankel   | D      | 78     |
| 42                 | T      | 93  | Hervé Poulain                  | Hervé Poulain Sam Posey Jean Guichet                                         | BMW 3.0 CSL                        | BMW 3.5L I6               |        | 73     |
| 43                 | GT     | 96  | Bonnemaison – Thiaw            | Lucien Nageotte Gérard Picard                                                | Porsche 911 Carrera RSR            | Porsche 3.0L Flat-6       |        | 48     |
| 44                 | GT     | 16  | Joest Racing Tebernum          | Clemens Schickentanz Hartwig Bertrams                                        | Porsche 911 Carrera RSR            | Porsche 3.0L Flat-6       |        | 42     |
| 45                 | GT     | 60  | Gelo Racing Team               | Toine Hezemans Manfred Schurti                                               | Porsche 911 Carrera RSR            | Porsche 3.0L Flat-6       |        | 41     |
| 46                 | S 3.0  | 18  | Sigma Automotive Co. Ltd.      | Hiroshi Fushida Harukuni Takahashi                                           | Sigma MC75                         | Toyota 2.3L Turbo I4      | D      | 37     |
| 47                 | S 3.0  | 97  | Gitanes Automobiles Ligier     | Jean-Pierre Beltoise Jean-Pierre Jarier                                      | Ligier JS2                         | Maserati 3.0L V6          |        | 36     |
| 48                 | T      | 95  | Shark Team                     | Jean-Claude Guérie Dominique Fornage                                         | Ford Capri RS                      | Ford 3.0L V6              |        | 27     |
| 49                 | GT     | 7   | Beurlys International Auto     | Pietro Polese Germano Premol                                                 | De Tomaso Pantera                  | Ford 5.8L V8              | M      | 22     |
| 50                 | S 2.0  | 26  | Elf Switzerland                | Marie-Claude Charmasson Lella Lombardi                                       | Alpine A441                        | Renault 2.0L V6           |        | 20     |
| 51                 | S 3.0  | 12  | Racing Team Schulthess         | Hervé Bayard Heinz Schulthess                                                | Lola T284                          | Cosworth DFV 3.0L V8      |        | 16     |
| 52                 | GT     | 57  | Gante Racing                   | John Rulon-Miller Tom Waugh Serge Godard                                     | Porsche 911 Carrera RSR            | Porsche 3.0L Flat-6       |        | 16     |
| 53                 | S 2.0  | 40  | Philippe Mettetal              | Jean Ragnotti Michel Lateste                                                 | Tecma 755                          | Ford 1.8L I4              | M      | 11     |
| 54                 | GTS    | 83  | Jean-Yves Gadal                | Jean-Yves Gadal André Gahinet                                                | Porsche 911 Carrera RS             | Porsche 2.6L Flat-6       |        | 6      |
| 55                 | T      | 90  | Jean-Claude Aubriet            | Jean-Claude Aubriet Jean-Claude Depince                                      | BMW 3.0 CSL                        | BMW 3.5L I6               | D      | 1      |
| 56                 | GT     | 42  | Henri Greder                   | Henri Greder Alain Cudini                                                    | Chevrolet Corvette                 | Chevrolet 7.0L V8         |        | 1      |
| Nicht gestartet    |        |     |                                |                                                                              |                                    |                           |        |        |
| 57                 | GTS    | 57  | Escuderia Montjuich            | Claude Haldi Juan Fernández Francisco Perez                                  | Porsche 911 Carrera RSR            | Porsche 3.0L Flat-6       |        | 1      |
| Nicht qualifiziert |        |     |                                |                                                                              |                                    |                           |        |        |
| 58                 | S 3.0  | 2   | Ecuador Marlboro Team          | Lothar Ranft Guillermo Ortega                                                | Porsche 908/02                     | Porsche 3.0L Flat-6       |        | 2      |
| 59                 | S 3.0  | 17  | North American Racing Team     | Giancarlo Gagliardi Harley Cluxton Richard Bond                              | Ferrari Dino 308 GT4               | Ferrari 3.0L V8           |        | 3      |
| 60                 | S 2.0  | 33  | Jean-Louis Gama                | Jean-Louis Gama Frank Leclereq                                               | GLD                                | Porsche 2.0L Flat-6       |        | 4      |
| 61                 | GTX    | 34  | Paul Rilly                     | Paul Rilly Roger Le Veve                                                     | Lamborghini 400 GT                 | Lamborghini 4.0L V12      |        | 5      |
| 62                 | S 2.0  | 39  | Michel Lateste                 | Gilbert Sedergo Michel Lateste                                               | Ledergo                            | Ford 2.0L I4              |        | 6      |
| 63                 | GTP    | 54  | Angelo Pallavicini             | Angelo Pallavicini Marco Vanoli                                              | Porsche 911 Carrera RSR            | Porsche 3.0L Flat-6       |        | 7      |
| 64                 | GTP    | 70  | Les Maison de Weekend          | Jean-Louis Ravenel Jacky Ravenel Danny Wauters                               | Porsche 911 Carrera RSR            | Porsche 3.0L Flat-6       |        | 8      |
| 65                 | GTP    | 73  | Thierry Perrier                | Thierry Perrier Jean Beliard                                                 | Porsche 911                        | Porsche 3.0L Flat-6       |        | 9      |
| 66                 | GTS    | 75  | Wicky Racing Team              | André Wicky Elio Cogo José Thibault Philippe Carron                          | De Tomaso Pantera                  | Ford 5.8L V8              |        | 10     |
| 67                 | TS     | 89  | Michel Guichard                | Michel Guichard Christian Avril Jean-Claude Geral                            | Chrysler Hemicuda                  |                           |        | 11     |
| 68                 | TS     | 94  | Shark Team                     | Christian Gouttepifre Jean-Paul Bodin Joël Bonnemaison                       | Ford Capri RS                      | Ford 3.0L V6              |        | 12     |
| Zurückgezogen      |        |     |                                |                                                                              |                                    |                           |        |        |
| 69                 | GTX    | 45  | North American Racing Team     | Ronnie Bucknam Carlo Facetti                                                 | Ferrari 365 GTB/4 Daytona          | Ferrari 5.0L V12          |        | 13     |
| 70                 | GTX    | 46  | North American Racing Team     | Jean-Pierre Malcher Patrick Langlois                                         | Ferrari 365 GTB/4 Daytona          | Ferrari 5.0L V12          |        | 14     |
| 71                 | GTX    | 99  | North American Racing Team     | Lucien Guitteny Jacky Haran Ronnie Bucknam Carlo Facetti Giancarlo Gagliardi | Ferrari 365 GTB/4 Berlinetta Boxer | Ferrari 5.0L V12          |        | 15     |

1 nur im Training eingesetzt
2 Ersatzwagen
3 nicht qualifiziert
4 nicht qualifiziert
5 nicht qualifiziert
6 nicht qualifiziert
7 nicht qualifiziert
8 nicht qualifiziert
9 nicht qualifiziert
10 nicht qualifiziert
11 nicht qualifiziert
12 nicht qualifiziert
13 zurückgezogen
14 zurückgezogen
15 zurückgezogen

### Nur in der Meldeliste
Hier finden sich Teams, Fahrer und Fahrzeuge die ursprünglich für das Rennen gemeldet waren, aber aus den unterschiedlichsten Gründen daran nicht teilnahmen.
| Pos. | Klasse | Nr. | Team                      | Fahrer                                                             | Chassis                   | Motor                 | Reifen |
| ---- | ------ | --- | ------------------------- | ------------------------------------------------------------------ | ------------------------- | --------------------- | ------ |
| 72   | S 3.0  | 7   | Beurlys Inter Auto        | Jean Blaton                                                        | Lola T380                 | Cosworth DFV 3.0L V8  |        |
| 73   | S 3.0  | 8   | Michel Degoumois          | Jean Bélin François Migault                                        | Lola T280                 | Cosworth DFV 3.0L V8  |        |
| 74   | S 3.0  | 14  | Racing Team Schulthes     | Ian Barcey Jo Vonlanthen                                           | Lola T284                 | Cosworth DFV 3.0L V8  |        |
| 75   | S 3.0  | 16  | Joest Racing              | Reinhold Joest Mario Casoni                                        | Porsche 908/03            | Porsche 3.0L Flat-8   |        |
| 76   | S 3.0  | 19  | Ben Heiderich             | Ben Heiderich Emilio Zapico                                        | Porsche 908/03            | Porsche 2.2L Flat-6   |        |
| 77   | S 3.0  | 20  | Porsche Club Romand       |                                                                    | Porsche 908/03            | Porsche 3.0L Flat-8   |        |
| 78   | S 3.0  | 21  | Herbert Müller            | Herbert Müller Leo Kinnunen                                        | Porsche 908/03            | Porsche 2.2L Flat-6   |        |
| 79   | S 2.0  | 22  | Scuderia Jolly Club       | Carlo Facetti Martino Finotto                                      | Lola T294                 | Cosworth BDG 2.0L I4  |        |
| 80   | S 2.0  | 24  | Arnold van Dijk           | Manfred Mohr Han Akersloot                                         | Arno                      | Cosworth BDG 2.0L I4  |        |
| 81   | S 2.0  | 24  | Racing Team Schulthess    | Jacques Joliat                                                     | Lola T294                 | Cosworth BDG 2.0L I4  |        |
| 82   | S 2.0  | 31  | Racing Team Schulthess    | Gérard Cuynet Yves Evrard                                          | Porsche 910               | Porsche 2.0L Flat-6   |        |
| 83   | S 2.0  | 32  | Société Utoring           | Pat Shaddok Michel Gabriel                                         | GRAC MT20                 | ROC-Simca 2.0L I4     |        |
| 84   | S 3.0  | 34  | Paul Rilly                | Paul Rilly Roger Le Veve                                           | Porsche 908               | Porsche 3.0L Flat-8   |        |
| 85   | S 2.0  | 36  | André Moynet              |                                                                    | Moynet LM75               | ROC-Simca 2.0L I4     |        |
| 86   | S 2.0  | 37  | Cheetah Racing Car Suisse | Reine Wisell John Burton Manrcio Zanuso Emile Elias                | Cheetah G501              | Cosworth BDG 2.0L I4  |        |
| 87   | GTS    | 44  | Wicky Racing Team         | François Servanin Jacques Henry Albert Dufréne                     | De Tomaso Pantera         | Ford 5.8L V8          |        |
| 88   | GTS    | 49  | Automobiles Charles Pozzi |                                                                    | Ferrari 365 GTB/4 Daytona | Ferrari 4.4L V12      |        |
| 89   | GTS    | 51  | Claude Haldi              |                                                                    | Porsche 911 Carrera RSR   | Porsche 3.0L Flat-6   |        |
| 90   | GTS    | 56  | Bernard Chenevière        | Bernard Chenevière Peter Zbinden                                   | Porsche 911 Carrera RSR   | Porsche 3.0L Flat-6   |        |
| 91   | GTS    | 64  | Porsche Kremer            | Helmut Kelleners Jürgen Barth Reine Wisell Erwin Kremer Hans Heyer | Porsche 911 Carrera RSR   | Porsche 3.0L Flat-6   |        |
| 92   | GTS    | 66  | Racing Team Schulthess    | Jean-Pierre Aeschlimann Gérard Cayeux                              | Porsche 911 Carrera RSR   | Porsche 3.0L Flat-6   |        |
| 93   | GTP    | 76  | Gérard Méo                | Gérard Méo Dominique Thiry                                         | Porsche 911 Carrera RS    | Porsche 3.0L Flat-6   |        |
| 94   | GTP    | 79  | Lucien Nageotte           |                                                                    | Porsche 911 Carrera RS    | Porsche 3.0L Flat-6   |        |
| 95   | GTP    | 81  | Porsche Club Romand       |                                                                    | Porsche 911 Carrera RS    | Porsche 3.0L Flat-6   |        |
| 96   | GTP    | 82  | Promo Racing Service      | Philippe Bordier Georges Bourdillat                                | Porsche 911 Carrera RS    | Porsche 3.0L Flat-6   |        |
| 97   | GTP    | 85  | Jean-Louis Davin          | Jean-Louis Davin Stephan Roux                                      | Porsche 911 Carrera RS    | Porsche 2.7L Flat-6   |        |
| 98   | GTP    | 86  | Didier Lamigeon           | Patrick Guidoux Didier Lamigeon Claude Chantilat                   | Porsche 911 Carrera RS    | Porsche 2.7L Flat-6   |        |
| 99   | TS     | 92  | Aime Dirand               | Aime Dirand                                                        | BMW 3.0 CSL               | BMW 3.5L I6           |        |
| 100  | TS     | 96  | Joël Bonnemaison          | Joël Bonnemaison Daniel Thiaw                                      | Ford Capri RS             | Ford 3.0L V6          |        |
| 101  | TS     | 97  | Mazda Auto Co Ltd         | Yōjirō Terada Yasuhiro Okamoto Takashi Yorino                      | Mazda RX-3                | Mazda 12A 2.0L-Wankel |        |

### Klassensieger
| Klasse           | Fahrer            | Fahrer              | Fahrer           | Fahrer     | Fahrzeug                | Platzierung im Gesamtklassement |
| ---------------- | ----------------- | ------------------- | ---------------- | ---------- | ----------------------- | ------------------------------- |
| S über 2001 cm³  | Jacky Ickx        | Derek Bell          |                  |            | Mirage GR8              | Gesamtsieg                      |
| S unter 2000 cm³ | Marianne Hoepfner | Christine Dacremont | Michele Mouton   |            | Moynet LM65             | Rang 21                         |
| GT               | J. Fitzpatrick    | G. van Lennep       | T. Hezemans      | M. Schurti | Porsche 911 Carrera RSR | Rang 5                          |
| GTS              | Gerhard Maurer    | Christian Beez      | Eugen Strähl     |            | Porsche 911 Carrera RS  | Rang 10                         |
| GTX              | Bernard Beguin    | Peter Zbinden       | Claude Haldi     |            | Porsche 911 Carrera     | Rang 15                         |
| T                | Daniel Brillat    | Giancarlo Gagliardi | Michel Degoumois |            | BMW 2002 TI             | Rang 27                         |

### Renndaten
- Gemeldet: 101
- Gestartet: 56
- Gewertet: 27
- Rennklassen: 6
- Zuschauer: 80.000
- Ehrenstarter des Rennens: Jean-Marie Balestre, Präsident des französischen Motorsportverbandes
- Wetter am Rennwochenende: warm und sonnig
- Streckenlänge: 13,640 km
- Fahrzeit des Siegerteams: 24:00:00,000 Stunden
- Gesamtrunden des Siegerteams: 337
- Distanz des Siegerteams: 4595,577 km
- Siegerschnitt: 191,482 km/h
- Pole Position: Jacky Ickx – Gulf GR8 (#11) – 3.37.060 = 246,531 km/h
- Schnellste Rennrunde: Chris Craft – De Cadenet-Lola T380 (#4) – 3.53.800 = 210,025 km/h
- Rennserie: zählte zu keiner Rennserie